# بورشودناداشد
بورشودناداشد (به مجاری:  Borsodnádasd) یک منطقهٔ مسکونی در مجارستان است که در ناحیه اوزد واقع شده‌است. بورشودناداشد ۲۸٫۰۷ کیلومتر مربع مساحت و ۳٬۲۰۴ نفر جمعیت دارد.